# 第二次サモア内戦
第二次サモア内戦（英: The Second Samoan Civil War）は、アメリカ合衆国、イギリス、ドイツ帝国が、南太平洋のサモア諸島の支配権を巡って対立している中で1898年に勃発した紛争である。
1899年に戦争が終結してから、アメリカは諸島の東部を、ドイツは諸島の西部を、イギリスはそれまでドイツが領有していたソロモン諸島北部のチョイスル島、サンタイサベル島、ショートランド諸島を獲得した。
ドイツが獲得した西半分は、現在は独立国のサモアになっている。アメリカが獲得した東半分は、現在でもアメリカ領サモアとしてアメリカ政府の管理下にある。

## 同盟
マリエトア・タヌマフィリ1世を支持したサモア人、マタアファ・イオセフォの反乱軍と戦ったアメリカ海軍、イギリス海軍による援軍で同盟が組まれた。

## 歴史
マリエトア・ラウペパの死去により、マタアファ・イオセフォが追放先から帰還して、サモア首長の評議会により選ばれて権力を握った。ゆえに、イギリス海軍とアメリカ海軍は、ドイツが後ろ楯についたマタアファに対抗して、ラウペパの息子マリエトア・タヌマフィリ1世を支援するために、部隊をアピアに上陸させた。
イギリスとアメリカが参戦した最初の戦いはアピアで起こった（アピア包囲）。海軍が上陸して市の大部分を占領した際にマタアファ軍が攻撃したため、アピア湾のイギリス海軍、アメリカ海軍の戦艦が市を包囲して、敵陣に対して砲撃を開始した。戦いの後、マタアファ軍はヴァイエルの拠点に撤退し、その結果、敵を見つけるために密集した森林へ一部のアメリカとイギリスの部隊が遠征を開始した。
3月末、イギリス、アメリカ、サモアの合同遠征部隊がアピアからヴァイエルに向かって海岸沿いを進軍した。サモアの反乱勢力が撤退したため、小競り合いが起き、2つの村が破壊された。4月1日、26人の海軍兵士、88人の水兵、136人のサモア人の遠征部隊が、ヴァイエルの陸側に対して攻撃するために、艦砲射撃の支援を残して海岸を離れた。巡洋艦のUSSフィラデルフィア、HMSタウランガ、コルベットのHMSロイヤリストが海軍兵士と水兵を上陸させ、ロイヤリストからヴァイエルのプランテーションを守る2つの砦を砲撃するために、先立って遠征部隊を派遣した。
4月1日の第二次ヴァイエルの戦いでは遠征部隊が敗北して、アピアに後退し、この地域における先々の作戦計画を決定する指揮官に死傷者を報告した。4月13日、イギリスの最前線がヴァイエルのちょうど南まで延長され、その日に、マタアファ軍が攻撃したが撃退された。その後、別の遠征部隊がヴァリエルで再び戦い、この時、イギリスが主導した2つの砦に対する攻撃に耐え、反乱勢力が再び勝利した。この交戦はサモアの反乱勢力が1889年に島での最初の内戦中にドイツ軍を敗北させた戦場の付近で起きた。ジョン・R・モナハン少尉の像は、若い士官の勇気を称え、ワシントン州のスポケーンに建てられた。4月25日に起こった第二次アピアの戦いでは、サモア人の小部隊がアメリカ海軍のパトロール部隊を攻撃したが、アメリカ部隊に全く死傷者を出させることなく撃退された。
この戦争は三国間条約 (1899年)の締結で終結し、サモア諸島はアメリカ領サモアとドイツ保護領サモアに分割された。

## ギャラリー

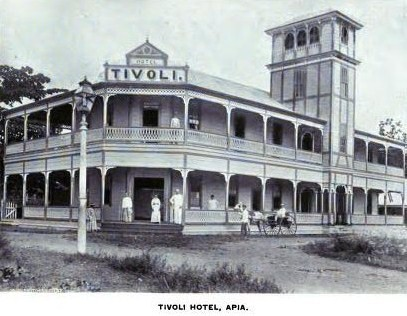
1896年のチボリホテル。アピアの戦いでアメリカ軍の司令部が置かれた。
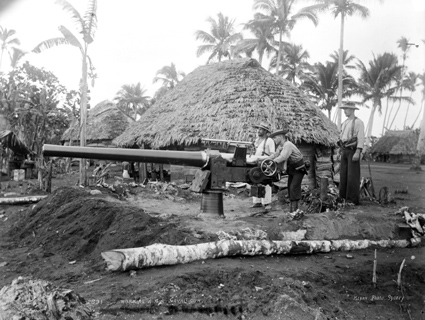
ウポル島におけるアメリカ海軍兵士と艦砲（1899年）。
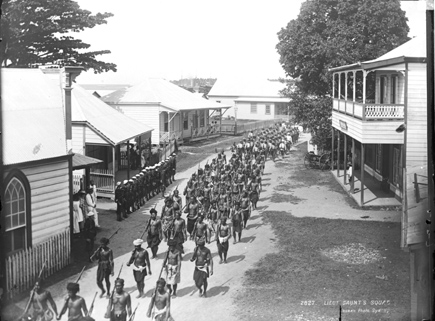
1899年3月のアピア包囲でのサモア戦士とアメリカ軍兵士。
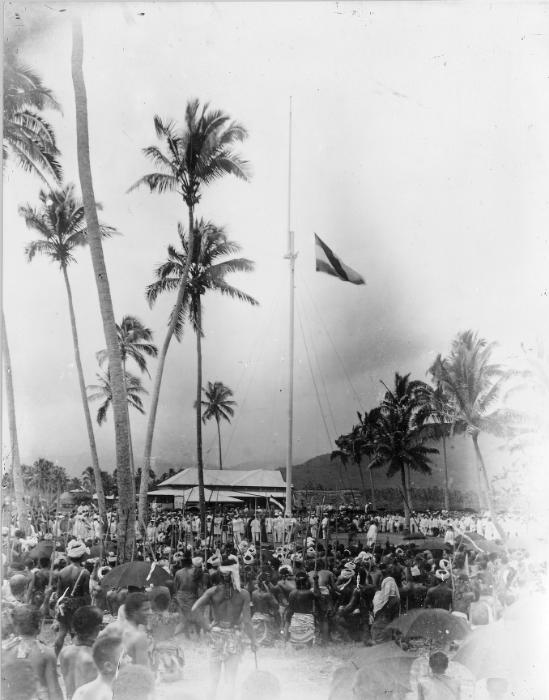
1900年にドイツ保護領サモアが創設されたことを記念してドイツの旗が掲揚されている。
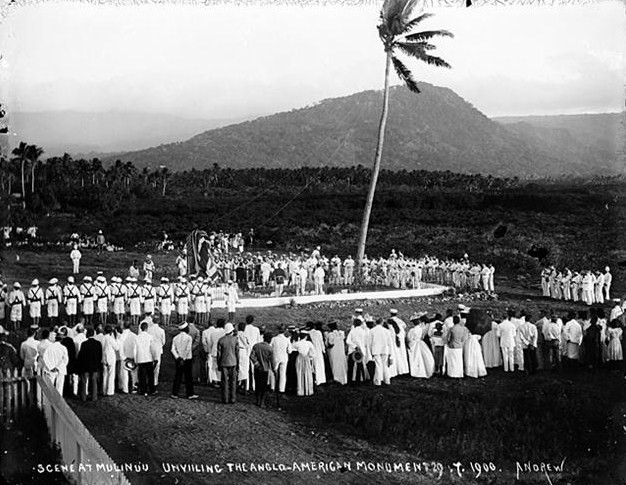
サモア人、アメリカ人、イギリス人により、マリナウ半島に記念碑を建てる式典が行われている。（1902年）
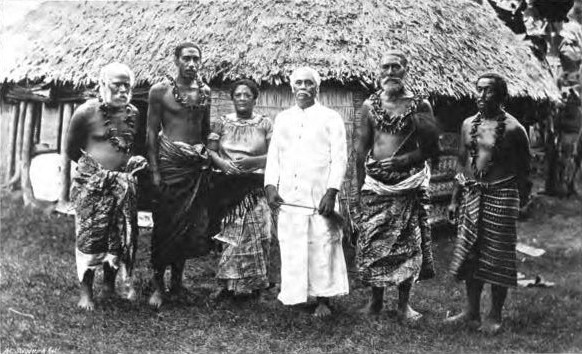
マタアファ・イオセフォと支持者（1902年）。